# Amtsgericht Braunschweig

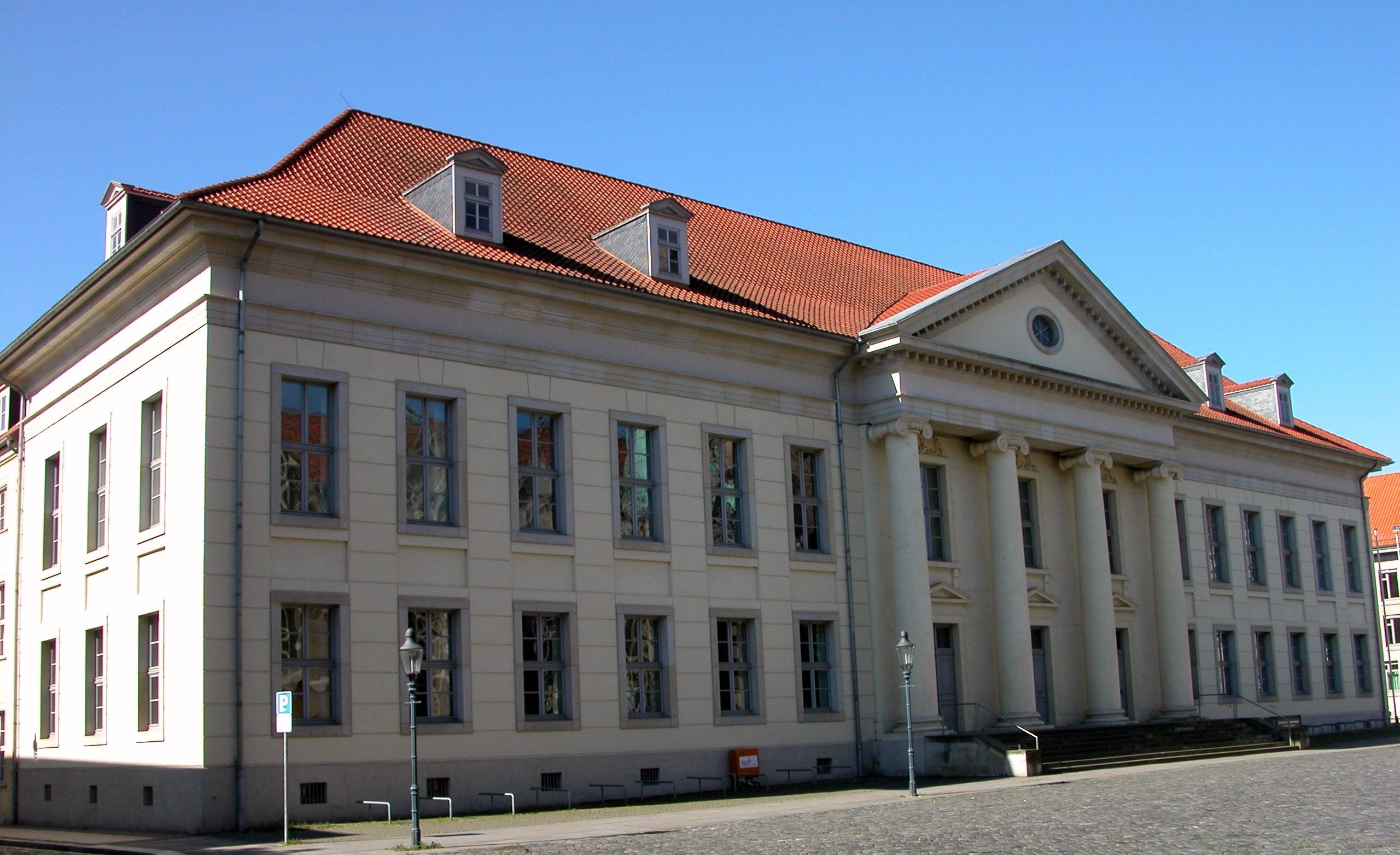
Das rekonstruierte ehemalige Braunschweigische Landschaftliche Haus beherbergt heute das Amtsgericht. (2005)

Das Amtsgericht Braunschweig ist eines von neun Amtsgerichten im Landgerichtsbezirk Braunschweig und Teil der ordentlichen Gerichtsbarkeit. Es hat seinen Sitz An der Martinikirche 8, 38100 Braunschweig. Das Amtsgericht ist für die Stadt Braunschweig und die Gemeinden Vechelde und Wendeburg aus dem Landkreis Peine zuständig. Es hat 252 Mitarbeiter, davon 34 Richter. Dem Gericht übergeordnet sind das Landgericht Braunschweig, das Oberlandesgericht Braunschweig und als letzte Instanz der Bundesgerichtshof in Karlsruhe. 
Beim Amtsgericht Braunschweig wird auch das Pfandrechtsregister aller beim Luftfahrt-Bundesamt (LBA) für die Bundesrepublik Deutschland registrierten Luftfahrzeuge geführt.

## Geschichte

### Von der Märzrevolution bis zu den Reichsjustizgesetzen
Im Rahmen der Märzrevolution wurde 1848 auch im Herzogtum Braunschweig die Trennung der Rechtsprechung von der Verwaltung gefordert. Diese wurde mit dem Gesetz, die Gerichtsverfassung betreffend vom 21. August 1849 umgesetzt. Die Kreise waren nun reine Verwaltungsorgane, die Gerichtsfunktion wurde zum 1. Juli 1850 speziellen Gerichten übertragen. An der Spitze stand das Obergericht Braunschweig, darunter bestand ein Kreisgericht in jedem Kreis und die Eingangsgerichte wurden als Stadt- bzw. Amtsgericht bezeichnet. Für den Landkreis Braunschweig entstand so das Kreisgericht Braunschweig und darunter das Stadtgericht Braunschweig.

### Ab 1879
Im Rahmen der Reichsjustizgesetze wurden reichsweit einheitlich Oberlandes-, Land- und Amtsgerichte gebildet. Im Herzogtum Braunschweig entstand so das Oberlandesgericht Braunschweig und die Landgerichte Braunschweig und Holzminden. Das Stadtgericht Braunschweig wurde in das Amtsgericht Braunschweig umgewandelt und war nun eines der 16 Amtsgerichte, die dem Landgericht Braunschweig zugeordnet waren. Am Gericht bestanden 1880 elf Richterstellen. Das Amtsgericht war damit das größte Amtsgericht im Landgerichtsbezirk. Es wurden 65.988 Gerichteingesessene gezählt.

## Gerichtsgebäude

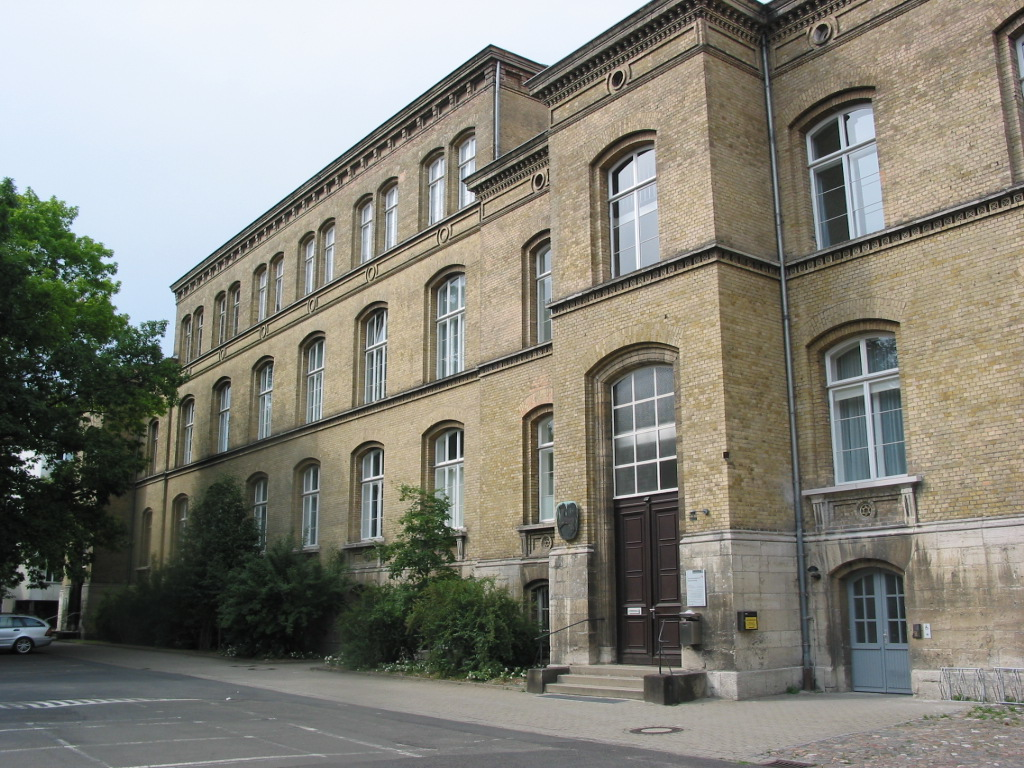
Gebäude Am Wendentor 7, bis 1994 Sitz des Amtsgerichtes (2003)

Das Landschaftliche Haus mit angrenzendem Neubau ist seit September 1994 Sitz des Amtsgerichts Braunschweig. Zuvor war das Amtsgericht seit September 1902 im Gebäude Am Wendentor 7 ansässig. Das Gebäude Am Wendentor 7 wird nun vom Verwaltungsgericht Braunschweig und vom Sozialgericht Braunschweig genutzt. Beide Gebäude stehen unter Denkmalschutz.

## Richter
- Richard Mansfeld (1895–1896)
- Walter Knop (1933)
- Werner Hofmeister (1945)
- Ihno Krumpelt (1947)
- Dieter Miosge (1967–1975)
- Manfred Flotho (1968–1969)
- Karin Milger